# BitlBee
BitlBee — кросплатформенний IRC-сервер з відкритим початковим кодом, який виступає в ролі шлюзу для миттєвого обміну повідомленнями з іншими типами мереж. Застосунок є вільним програмним забезпеченням і розповсюджується під ліцензією GNU General Public License.

## Опис
Програма дозволяє кінцевому користувачеві спілкуватися за допомогою будь-якого IRC-клієнта в чат-мережах AIM та ICQ (по протоколу OSCAR), MSN Messenger, Yahoo!, Jabber (XMPP) (у тому числі Google Talk), Twitter і identica. Користувачі мереж миттєвого обміну повідомленнями з'являються на спеціальних каналах, після чого з ними можна спілкуватися як зі звичайними користувачами IRC-мережі. Конференції будуть відображатися як звичайні IRC-канали.
Існує безліч публічних серверів, але можливо встановити BitlBee локально.
BitlBee працює на багатьох операційних системах, включаючи Microsoft Windows, Mac OS X, Unix, Linux, BSD і AmigaOS.